# Syndicat intercommunal (France)
Pour un article plus général, voir Établissement public de coopération intercommunale.
Pour les articles homonymes, voir Syndicat intercommunal.
Un syndicat intercommunal est, en France, un établissement public de coopération intercommunale organisé en vue de coopérer sur des services d'intérêt intercommunal. Doté d'une structure propre gérée de façon indépendante il est régi par des règlements et lois qui en fixent les cadres juridiques et réglementaires.

## Organisation
Le syndicat intercommunal est la structure la plus souple en matière de coopération intercommunale. Cette forme de coopération est régie par les parties législatives et réglementaires du code général des collectivités territoriales, dont l'article L.5212-1 dispose que : « Le syndicat de communes est un établissement public de coopération intercommunale associant des communes en vue d'œuvres ou de services d'intérêt intercommunal. »
Les syndicats de communes se classent en deux catégories :
- Syndicat intercommunal à vocation unique (SIVU) ;
- Syndicat intercommunal à vocation multiple (SIVOM) ;

Le rapport « Solidarité et performance » de décembre 2006, adressé au ministre délégué au Budget et à la réforme de l'État par Pierre Richard, président du conseil d'administration de Dexia, a recommandé la suppression des syndicats intercommunaux, sauf décision préfectorale contraire.
Début 2011, il y avait 11 844 syndicats intercommunaux, nombre en diminution de près de 2,8 % par rapport à 2010 et de 13,2 % par rapport à 2007, compte tenu de la croissance régulière du nombre d'EPCI à fiscalité propre (tels que les communautés de communes), qui absorbent des compétences antérieurement assurées par des syndicats de communes.
Ces syndicats se répartissent comme suit : 
| Type                                       | Création par                          | Nombre au 1er janvier | Nombre au 1er janvier | Nombre au 1er janvier | Nombre au 1er janvier | Nombre au 1er janvier | Nombre au 1er janvier | Nombre au 1er janvier | Nombre au 1er janvier | Nombre au 1er janvier | Nombre au 1er janvier | Nombre au 1er janvier | Nombre au 1er janvier |
| Type                                       | Création par                          | 2007                  | 2008                  | 2009                  | 2010                  | 2011                  | 2012                  | 2013                  | 2014                  | 2015                  | 2016                  | 2021                  | 2025                  |
| ------------------------------------------ | ------------------------------------- | --------------------- | --------------------- | --------------------- | --------------------- | --------------------- | --------------------- | --------------------- | --------------------- | --------------------- | --------------------- | --------------------- | --------------------- |
| Syndicat intercommunal à vocation unique   | Loi du 22 mars 1890                   | 11 843                | 11 708                | 11 165                | 10 780                | 10 474                | 10 181                | 9 721                 | 8 965                 | 8 392                 | 7 961                 | 4 872                 | 4 286                 |
| Syndicat intercommunal à vocation multiple | Ordonnance n° 59-33 du 5 janvier 1959 | 1 466                 | 1 444                 | 1 444                 | 1 394                 | 1 361                 | 1 344                 | 1 305                 | 1 233                 | 1 185                 | 1 145                 | 1 233                 | 1 208                 |
| Total                                      | Total                                 | 13 309                | 13 152                | 12 609                | 12 174                | 11 835                | 11 525                | 11 026                | 10 198                | 9 577                 | 9 106                 | 6 105                 | 5 494                 |

### Compétences
Les compétences des syndicats sont généralement liées à des activités en réseaux, comme la collecte et le traitement des ordures ménagères, la distribution d'énergie, les communications électroniques, l'exploitation d'un centre de ressources informatiques.
Ces syndicats peuvent exercer pour le compte de leurs membres de nombreuses compétences, telles que :
- Restauration collective
- Eau
- Assainissement
- Ordures ménagères
- Incendie
- Scolaire
- Développement économique
- Urbanisme
- Électrification
- Habitat
- Environnement
- Tourisme
- Transports en commun
- Loisirs
- Ports - cours d'eau
- Divers